# Anton Kurz
Anton Kurz (5. července 1837 Radonice – 25. února 1900 Praha) byl rakouský římskokatolický duchovní a vysokoškolský pedagog německé národnosti z Čech; rektor Německé univerzity v Praze, kanovník kapituly Všech Svatých v Praze a poslanec Českého zemského sněmu.

## Biografie
Studoval bohoslovectví v Litoměřicích. Roku 1863 byl vysvěcen na kněze a v roce 1875 získal doktorát teologie na Karlo-Ferdinandově univerzitě. Působil coby duchovní v Brandově na Mostecku. Po roce 1880 vyučoval pastorální teologii na kněžském semináři v Litoměřicích. Pak nastoupil jako pedagog na Německou univerzitu v Praze, kde nahradil Antona Frinda a vyučoval morální teologii. V roce 1896/1897 byl děkanem a v roce 1898/1899 zastával post rektora této vysoké školy. Byl kanovníkem kapituly Všech Svatých v Praze. V závěru života byl prorektorem Německé univerzity v Praze. Byl mu udělen Řád železné koruny.
Z titulu funkce rektora se na přelomu století zapojil i do vysoké politiky. V letech 1898–1899 zasedal coby virilista na Českém zemském sněmu.
Zemřel v únoru 1900.